# Conocara bertelseni
Conocara bertelseni is een straalvinnige vissensoort uit de familie van gladkopvissen (Alepocephalidae). De wetenschappelijke naam van de soort is voor het eerst geldig gepubliceerd in 2002 door Sazonov.